# Xã Miller, Quận LaSalle, Illinois
Xã Miller (tiếng Anh: Miller Township) là một xã thuộc quận LaSalle, tiểu bang Illinois, Hoa Kỳ. Năm 2010, dân số của xã này là 633 người.